# Орнитофобия
Орнитофобията е вид специфична фобия и представлява ирационален страх от птици.

## Симптоми
Орнитофобията може да предизвика следните симптоми: задух, виене на свят, изключително потене, гадене, суха уста, чувство за болест, треперене, сърцебиене, невъзможност да се говори или мисли ясно, страх от умиране, губене на контрол.